# Cătălin-Florin Teodorescu
Cătălin-Florin Teodorescu (n. 7 aprilie 1965, Curtea de Argeș, Argeș, România) este un fost deputat român, în legislatura 2012-2016 din partea Partidului Democrat Liberal.

## Controverse
Cătălin Teodorescu a făcut parte din comisia pentru Restituirea Proprietăților din cadru ANRP.
Pe 15 decembrie 2014 Cătălin Teodorescu a fost trimis de DNA pentru abuz în serviciu, în acest dosar a fost anchetat alături de Alina Bica și omul de afaceri Gheorghe Stelian.
Pe 5 decmbrie 2022 Înalta Curte de Casație și Justiție l-a achitat definitiv pe Cătălin Teodorescu în acest dosar.
De asemenea pe 22 iulie 2016 Cătălin Teodorescu a fost trimis în judecată tot pentru abuz în serviciu, în acest dosar fiind anchetat alături de fostul deputat Marko Atilla.
Pe 27 aprilie 2023 Cătălin Teodorescu a fost achitat definitiv de Înalta Curte de Casație și Justiție în acest dosar.
Pe 29 iulie 2016 Teodorescu a fost trimis în judecată de DNA într-un al treilea dosar, de acestă dată fiind anchetat alături de fostul deputat Ioan Oltean.